# Medvedkovo
Medvedkovo (ryska: Медведково), Björnen, är norra slutstationen på Kaluzjsko–Rizjskajalinjen i Moskvas tunnelbana. 
Stationen invigdes i september 1978 och är formgiven av arkitekterna Nina Aljosjina och Natalja Samojlova. Stationens pelare är klädda i svagt rosa marmor och infällda band av rostfritt stål. De yttre väggarna har röd marmor och dekoreras av stora paneler med trianglar av anodiserat aluminium och mindre paneler med basreliefer av M. Aleksejev som föreställer djur och natur från norden.

## Namnet
Stationen ligger i rajonen Severnoje Medvedkovo vilket är ryska för Isbjörnen. Rajonen fick sitt namn efter byn Medvedkovo som låg här tidigare, vilken i sin tur fick namnet efter adelsmannen Pozjarskogo som hade smeknamnet "Björnen".